# デイムラー・ソヴリン/ダブルシックス
ソヴリン/ダブルシックス（Sovereign & Double-Six ）は、イギリスの自動車メーカー・ジャガーが1966年から1997年まで生産した高級車である。1960年にジャガーが吸収合併したイギリスの高級車メーカー、デイムラーのブランドを用い、ベースとなったジャガー各車種に対し、内外装が若干高級化されている。「ダブルシックス」はそのV型12気筒エンジン搭載車である。

## 概要

### ジャガー・420ベース時代

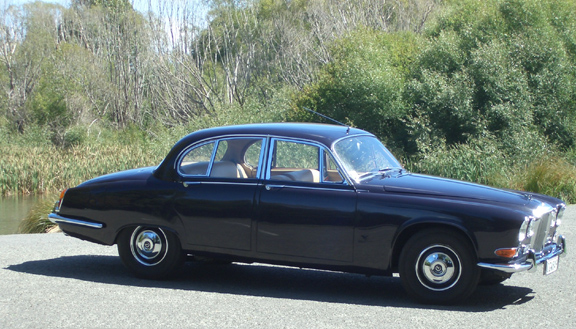
1967年420系

「ソヴリン（至高）」というモデル名は1966年に登場した、ジャガー・420のデイムラー版で初めて用いられた。マーク2をベースにしたデイムラー・250は伝統のV8エンジンを用いていたが、ソヴリン版デイムラーではジャガー420と同じジャガー製直列6気筒4235ccのXKエンジンに統一された。外観上最大の識別点は「フルート（浅い縦溝の連続）」のついたデイムラー伝統的モチーフのフロントグリルであった。 
デイムラーはジャガーより年齢層の高いジェントルマン向けの高級車と位置付けられ、価格も1966年の段階ではマニュアルがジャガー£1615に対し£1724、オートマチックトランスミッション装着車も£1678に対し£1787と、若干割高に設定された。 この高価格を正当化するため、下記の差が付けられていた。
- デイムラーの名入りのリアナンバープレートカバー
- ホイールセンター、ホーンボタン、オイルフィルターキャップ、シートベルトバックル等に付けられた「D」マーク
- 後期型のエンジンカムカバーの専用デザイン化
- 420ではオプションの後窓デフロスター、オーバードライブ、パワーステアリングの標準装備
- ボンネットの「Flying D」マスコット(ジャガーの「Leaping Cat」に代えて)
- サンバイザー・シート地・ダッシュボードのウッドパネルの高級化

ジャガー420ベースのソヴリン・デイムラーは1969年7月までに5,824台が生産された。1968年9月に打ち切られたジャガー420（非デイムラー）の10,236台の約半数であった。この形のソヴリンは日本へもデイムラーの総代理店であった黒崎内燃機を通じて、少数が輸入された。

### ジャガー・XJ6ベース時代

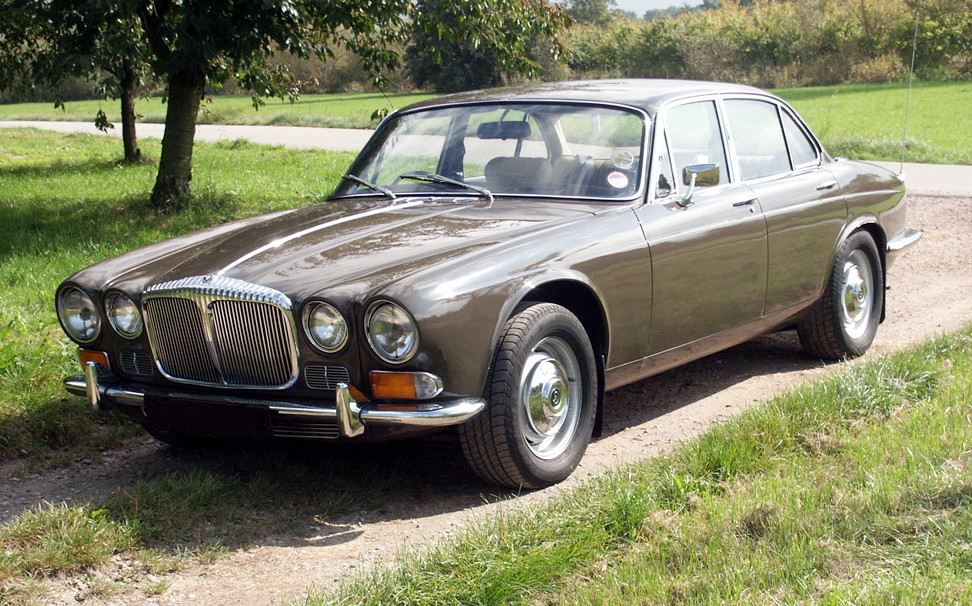
1972年ソヴリン、XJシリーズI系

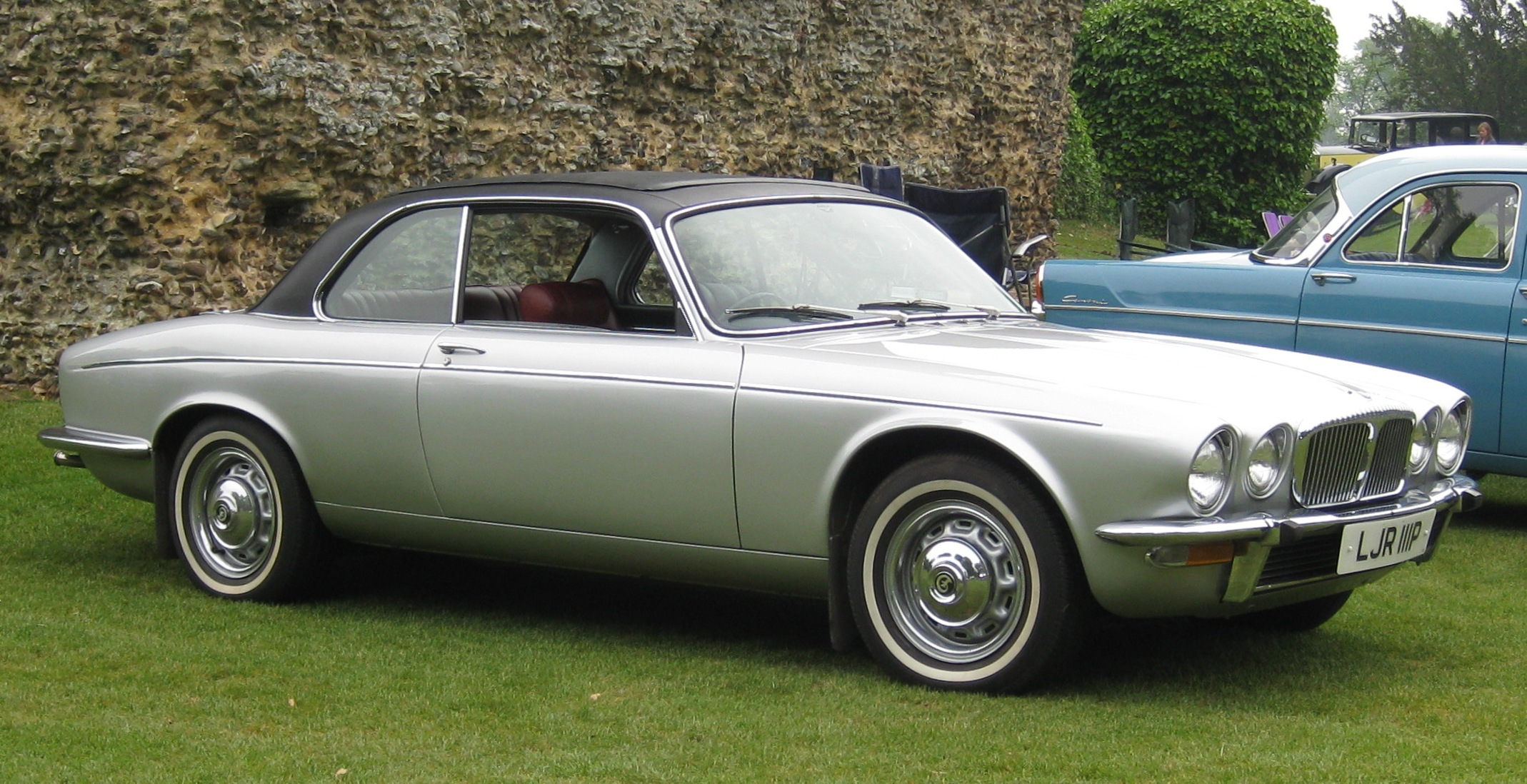
1976年ソヴリンクーペ、XJシリーズII系

新しいジャガー製サルーン・XJ6をベースにしたソヴリン・デイムラーは1968年10月に登場した。従来型同様にXJ6の細部を改めたモデルで、2,800ccと4,200ccのジャガー製XKエンジンが選択できた。XJ6ベースのソヴリン・デイムラーの登場によって、250とマジェスティック・メイジャーは消滅し、デイムラーは完全なジャガーのバッジエンジニアリング車となった。
ジャガーXJ6の進化とともにソヴリン・デイムラーもシリーズ2・3と発展、ホイールベースの延長、2,800ccエンジンの3,400ccへの拡大、2ドアクーペの追加など、ジャガー同様の改良を受けた。なお、シリーズ最終期の1983年になってジャガー・XJ6の豪華版が「ジャガー・ソヴリン」として追加されたことで、以後デイムラー版はソヴリン（至高性）イメージをジャガーに奪われ、単に「デイムラー」と呼ばれることになった。

### ダブルシックス

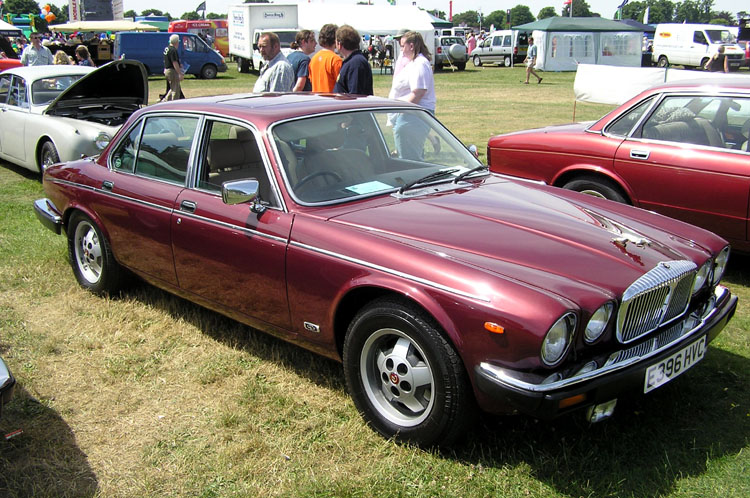
1988年ダブルシックス、XJシリーズIII系

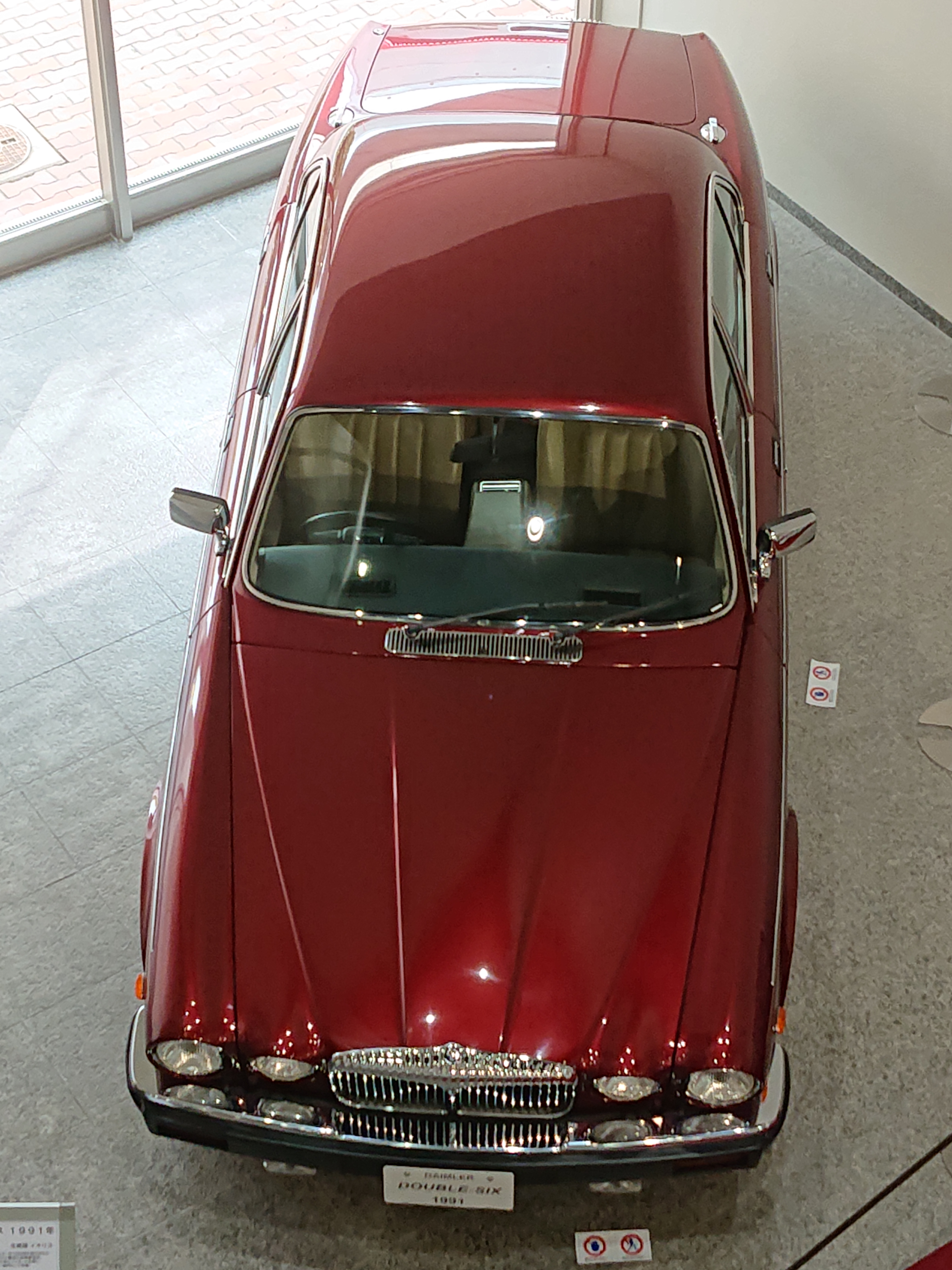
1991年ダブルシックス

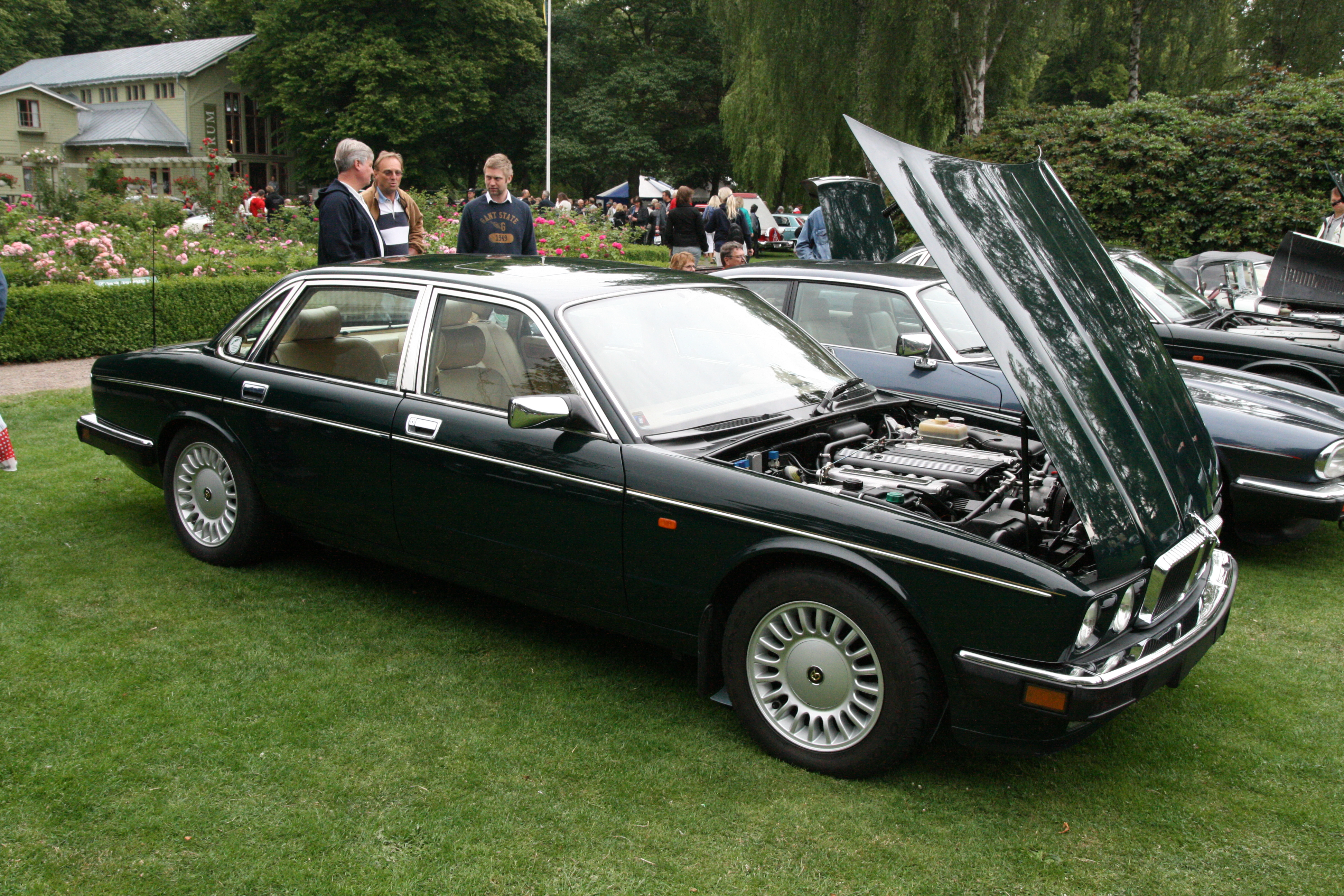
1994年ダブルシックス、XJ40系

1972年にXJシリーズに5,300ccV型12気筒の「XJ12」が追加された際、同時に登場したデイムラー版12気筒車には、1926年から1938年まで製造されたデイムラー12気筒車と同じ「ダブルシックス」の名が与えられた。
「デイムラー・ダブルシックス」は、1986年にXJシリーズが「XJ40」系にフルモデルチェンジされた後も、旧シリーズIIIのまま1992年まで生産が継続され、メーカー日本法人のジャガー・ジャパンによって日本にも多数輸入されて人気を博した。1991年に輸入された「デイムラー･ダブルシックス」（リージェンシーレッド）が、外観内装もほぼ新車状態のままトヨタ博物館に収蔵されている。
1993年にジャガー・XJ（XJ40）にV12エンジンが搭載されることになり、「デイムラー・ダブルシックス」も復活。ジャガー・XJ V12エンジン搭載モデルが消滅する1997年まで生産された。